# Verrucaria subfuscella
Verrucaria subfuscella är en lavart som beskrevs av Nyl. Verrucaria subfuscella ingår i släktet Verrucaria och familjen Verrucariaceae.   Inga underarter finns listade i Catalogue of Life.